# Anna Maria Adroer
Anna Maria Adroer i Tasis(La Escala, 19 de marzo de 1927-Barcelona, 27 de septiembre de 2021) fue una historiadora y arqueóloga española.

## Trayectoria
Doctorada en Historia y Arqueología por la Universidad de Barcelona con la tesis titulada El palau reial major de Barcelona —calificada Cum laude—, trabajó como investigadora en el Consejo Superior de Investigaciones Científicas (CSIC) y en el Instituto Internacional de Estudios Ligures, en Bordighera (Italia). A finales de la década del 60, cuando era conservadora del Museo de Historia de Barcelona, participó de las excavaciones que dirigió la arqueóloga Francesca Pallarès en la plaza de Sant Miquel. Fue la primera vez que en Barcelona se trabajó con lo que por entonces de denominaba el método estratigráfico.
También trabajó con Josep de Calassanç Serra Ràfols y Pau Verrié en las excavaciones arqueológicas del subsuelo romano del área de la plaza del Rey y de la Catedral, que desembocaron, entre otros, en el hallazgo del baptisterio paleocristiano. Otro de sus trabajos como arqueóloga fueron en las excavaciones realizadas en Ampurias, Barcelona, Clunia, Bordighera (Italia) y Saintes (Francia). 
Como historiadora, participó en múltiples congresos, seminarios y conferencias, y es autora de distintas obras, buena parte de ellas centradas en la historia de Barcelona. Fue miembro colaborador en el equipo de edición de la Gran Enciclopedia Catalana y entre 1968 y 1969 fue la directora de ilustración. Fue miembro del consejo de redacción de distintas publicaciones especializadas en historia de Cataluña.
En 1985, fue nombrada directora del Museo de Historia de la Ciudad de Barcelona y del Institut Municipal de Historia de Barcelona, además de responsable de los Museos del Barrio Gótico de la misma ciudad.

## Obra
Del conjunto de sus libros y publicaciones en obras colectivas, se encuentran, además de la preparación y edición de los catálogos de fondos cartográficos y mapas antiguos de la península ibérica conservados en el Archivo Histórico de la Ciudad de Barcelona (1994), las siguientes:
- El palau reial major de Barcelona, 1978 (ISBN 84-400-4664-2)
- Pintura i escultura a la casa de la ciutat, junto con Eloïsa Sendra y Mercè Doñate, 1983 (ISBN 84-500-9188-8)
- Història de la Taula de Canvi de Barcelona: seu fundacional de la Caixa de Barcelona, junto con Gaspar Feliu, 1989 (ISBN 84-505-8463-9)
- Càtars i catarisme a Catalunya, junto con Pere Català i Roca, 1996 (ISBN 84-232-0499-5)
- Palaus reials de Catalunya, junto con Ramon Manent, 2003 (ISBN 84-297-5354-0)

## Reconocimientos
En 1975 ganó el Premi Ciutat de Barcelona con su tesis sobre el Palau Real Major de Barcelona.
En 2020, fue incluida dentro del proyecto “Mujeres Investigadoras en los Archivos Estatales (1900-1970)” para la descripción archivística y creación de un micrositio específico en el Portal de Archivos Españoles (PARES), desarrollado entre 2020-2023. Este proyecto ha sido impulsado por la Subdirección General de Archivos Estatales, con el objetivo visibilizar la labor de investigación realizada en España por las mujeres en el intervalo 1900-1970 partiendo de los registros documentales que se conservan en los Archivos de Gestión de los AAEE del Ministerio de Cultura (el Archivo Histórico Nacional, el Archivo de la Corona de Aragón, el Archivo General de Simancas, el Archivo General de Indias, el Archivo de la Real Chancillería de Valladolid, el Archivo General de la Administración y el Centro de Información Documental de Archivos).